# Horst Bienek
Horst Bienek (Gliwice, 7 maggio 1930 – Monaco di Baviera, 7 dicembre 1990) è stato uno scrittore e poeta tedesco.

## Biografia
Nacque a Gliwice, Polonia, al tempo parte della Germania con il nome di Gleiwitz. Alla fine della seconda guerra mondiale i tedeschi ne furono espulsi e Bienek si trasferì nei dintorni di Berlino Est, dove divenne un pupillo di Bertolt Brecht.
Nel 1951 fu condannato a 25 anni di lavori forzati in un gulag per attività anti-staliniane; fu amnistiato quattro anni dopo, e si trasferì in Germania Ovest dove lavorò per alcuni anni come redattore per la casa editrice Hessischer Rundfunk. Le sue prime opere letterarie, tra cui la raccolta poetica Traumbuch eines Gefangenen ("Diario fantastico di un prigioniero", 1957) e il romanzo d'esordio Die Zelle ("La cella", 1968, adattato in un film diretto dallo stesso Bienek nel 1971), ripercorrono i suoi anni di prigionia nel gulag. È maggiormente noto per la cosiddetta "tetralogia di Gleiwitz", che ripercorre la storia della sua città natale a cavallo tra nazismo e dopoguerra.